# Cantonul Candé
Cantonul Candé este un canton din arondismentul Segré, departamentul Maine-et-Loire, regiunea Pays de la Loire, Franța.

## Comune
- Angrie
- Candé (reședință)
- Challain-la-Potherie
- Chazé-sur-Argos
- Freigné
- Loiré